# Hendra Gunawan
Hendra Aprida Gunawan (* 6. April 1982 in Majalengka, Jawa Barat) ist ein Badmintonspieler aus Indonesien.

## Karriere
Hendra Gunawan gewann 2001 und 2005 Bronze bei der Asienmeisterschaft im Herrendoppel. Bei den Chinese Taipei Open wurde er 2004 Zweiter, 2005 Dritter. Mit dem indonesischen Team wurde er 2007 und 2010 Vizeweltmeister sowie 2008 Dritter.

## Mannschaftsteilnahmen
- 1 Mal Sudirman Cup (2007)
- 2 Mal Thomas Cup (2008, 2010)

## Erfolge
| Saison | Veranstaltung              | Disziplin       | Platz | Name                                |
| ------ | -------------------------- | --------------- | ----- | ----------------------------------- |
| 2000   | Junioren-Weltmeisterschaft | Herrendoppel    | 3     | Markis Kido / Hendra A. Gunawan     |
| 2001   | Thailand Open              | Herrendoppel    | 5     | Alvent Yulianto / Hendra A. Gunawan |
| 2001   | Indonesia Open             | Herrendoppel    | 5     | Alvent Yulianto / Hendra A. Gunawan |
| 2001   | Thailand Open              | Mixed           | 5     | Hendra A. Gunawan / Lita Nurlita    |
| 2001   | Asienmeisterschaft         | Herrendoppel    | 3     | Hendra A. Gunawan / Alvent Yulianto |
| 2002   | Thailand Open              | Herreneinzel    | 5     | Hendra A. Gunawan / Lita Nurlita    |
| 2003   | Thailand Open              | Herrendoppel    | 5     | Alven Yulianto / Hendra A. Gunawan  |
| 2004   | Chinese Taipei Open        | Herrendoppel    | 2     | Hendra A. Gunawan / Joko Riyadi     |
| 2005   | Asienmeisterschaft         | Herrendoppel    | 3     | Hendra A. Gunawan / Joko Riyadi     |
| 2005   | Chinese Taipei Open        | Herrendoppel    | 3     | Hendra Aprida Gunawan / Joko Riyadi |
| 2006   | Bitburger Open             | Herrendoppel    | 2     | Hendra Aprida Gunawan / Joko Riyadi |
| 2007   | Sudirman Cup               | Gemischtes Team | 2     | Indonesien                          |
| 2008   | Thomas Cup                 | Herrenteam      | 3     | Indonesien                          |
| 2010   | Thomas Cup                 | Herrenteam      | 2     | Indonesien                          |